# Haskalah
Haskalah, jfr. maskilim – hebr.: uddannelse, oplysning – den jødiske oplysningsbevægelse, som ca 1750-1880 i takt med jødernes emancipation søgte at udbrede moderne europæisk uddannelse og sekulære ideer blandt jøderne i Europa.
| Religion | Spire Denne religionsartikel er en spire som bør udbygges. Du er velkommen til at hjælpe Wikipedia ved at udvide den. |